# Yilingia
Yilingia spiciformis
Genre
Espèce
Yilingia est un genre fossile d'organismes semblables à des vers qui vivaient entre 551 millions et 539 millions d'années à époque de l'Édiacarien, environ 10 millions d'années avant l'explosion cambrienne. Ce genre n'est représenté que par son espèce type, Yilingia spiciformis.

## Description
Dans leur description de 2019, les auteurs indiquent que les spécimens en leur possession mesurent de 5 à 26 mm de large pour une longueur maximale de 270 mm.

## Classification
Un fossile de cet organisme et de ses traces de reptation ont été découverts en 2019 dans le sud de la Chine. Il s'agit probablement de l'ébauche d'un bilatérien, peut-être lié aux panarthropodes ou aux annélides. Il s'agit  d'un exemple rare d'un animal complexe semblable aux animaux apparus depuis le Cambrien. Cela suggère que l'explosion du Cambrien a peut-être été moins soudaine que celle suggérée par la plupart des fossiles.
Le genre Yilingia et l'espèce Yilingia spiciformis ont été décrits en 2019 par les paléontologues chinois Chen Zhe (d), Zhou Chuanming (d), Yuan Xunlai (d) et Xiao Shuhai (d),.

### Étymologie
Le nom générique, Yilingia, fait référence au district de Yiling où les restes fossiles ont été découverts.
L'épithète spécifique, du latin spiciformis, « spiciforme », fait référence à l'aspect hérissé du fossile qui ressemble à des épis de blé.

### Publication originale
- (en) Zhe Chen, Chuanming Zhou, Xunlai Yuan et Shuhai Xiao, « Death march of a segmented and trilobate bilaterian elucidates early animal evolution », Nature, NPG et Springer Science+Business Media, vol. 573, no 7774,‎ 4 septembre 2019, p. 412-415 (ISSN 1476-4687 et 0028-0836, OCLC 01586310, PMID 31485079, DOI 10.1038/S41586-019-1522-7, lire en ligne).